# 4E busz (Tatabánya)
A tatabányai 4E jelzésű autóbusz a Kertváros, végállomás és a Bányász körtér között közlekedik. A vonalat a T-Busz Tatabányai Közlekedési Kft. üzemelteti.

## Története
A buszvonalat 2018. július 1-jén indított el Tatabánya közlekedési társasága, a T-Busz Kft, a járat a 4-es vonalon közlekedik, Környei úti forduló betéréssel.

## Útvonala
| Bányász körtér felé | Kertváros, végállomás felé |
| --- | --- |
| Kertváros, végállomás – Építők útja – Hadsereg utca – Szent György utca – Szőlődomb utca – Búzavirág utca – Környei út – forduló – Környei út – Dankó Pista utca – Kossuth Lajos utca – Árpád utca – Károlyi Mihály utca – Összekötő út – Omega Park – Összekötő út – Szent Borbála út – Semmelweis utca – dr. Mohi Rezső utca – Bányász körtér | Bányász körtér – dr. Mohi Rezső utca – Semmelweis utca – Szent Borbála út – Összekötő út – Omega Park – Összekötő út – Károlyi Mihály utca – Árpád utca – Kossuth Lajos utca – Dankó Pista utca – Környei út – forduló – Környei út – Búzavirág utca – Szőlődomb utca – Szent György utca – Hadsereg utca – Építők útja – Kertváros, végállomás |

## Megállóhelyei
| 0  | Kertváros, végállomás végállomás | 31 | 3, 3A, 3G, 3L, 4, 8, 8L, 8S, 9, 9D, 10, 18, 38, 38G, 52, 53, 53B, 54                                              |
| 1  | Kölcsey Ferenc utca              | 30 | 3, 3A, 3G, 3L, 4, 8, 8L, 8S, 9, 9D, 10, 18, 38, 38G, 52, 53, 53B, 54                                              |
| 2  | Bányász Művelődési Ház           | 29 | 3, 3A, 3G, 3L, 4, 8, 8L, 8S, 9, 9D, 10, 18, 38, 38G, 52, 53, 53B, 54                                              |
| 3  | Gerecse utca                     | 28 | 3, 3A, 3G, 3L, 4, 8, 8L, 8S, 9, 9D, 10, 18, 38, 38G, 52, 53, 53B, 54                                              |
| 5  | Kertvárosi lakótelep             | 26 | 3G, 3L, 4, 8L, 9, 9D, 10, 18, 38, 38G, 52I, 53, 53B, 53I, 54, 59B                                                 |
| 6  | Szőlődomb utca                   | 25 | 4, 9, 9D, 52I, 53, 53B, 53I, 54, 59B                                                                              |
| 7  | Szőlődomb utca, alsó             | 23 | 4, 9, 9D, 52I, 53, 53B, 53I, 54, 59B                                                                              |
| 8  | Búzavirág utca                   | 22 | 4, 9, 9D, 50, 51, 51B, 53, 55, 57, 59, 59I 8402, 8403                                                             |
| 11 | Tejüzem                          | 20 | 4, 9, 9D, 50, 51, 57, 59I                                                                                         |
| 13 | Környei úti forduló              | 18 | 2 770, 823, 8441, 8442, 8443, 8460, 8462, 8463, 8465, 8466, 8467                                                  |
| 14 | Bánhida, vasúti megállóhely      | 17 | 2 770, 823, 8441, 8442, 8443, 8460, 8462, 8463, 8464, 8465, 8466, 8467 S12                                        |
| 16 | Kertvárosi elágazás              | 15 | 2, 4, 9, 9D, 50, 51, 57, 59I 770, 823, 8402, 8403, 8441, 8442, 8443, 8460, 8462, 8463, 8464, 8465, 8466, 8467     |
| 17 | Puskin Művelődési Ház            | 14 | 4, 51 8460 |
| 18 | Kossuth Lajos utca               | 13 | 1, 1G, 4, 6, 11, 16, 26, 26R, 51, 51B, 52, 52I                                                                    |
| 19 | Árpád köz                        | 12 | 1, 1G, 4, 11, 51, 51B, 52, 52I                                                                                    |
| 20 | Vágóhíd utca                     | 11 | 1, 1G, 4, 11, 51, 51B, 52, 52I                                                                                    |
| 21 | Eötvös utca                      | 10 | 1, 1G, 4, 11, 51, 51B, 52, 52I                                                                                    |
| 23 | Omega Park                       | 8  | 1, 1G, 2, 4, 5, 5P, 6, 10, 11, 15, 16, 52, 52I, 55 8410, 8442                                                     |
| ∫  | Kormányhivatal                   | 7  | 1, 1G, 4, 5, 5P, 6, 10, 11 822, 823, 824, 8406, 8410, 8423, 8432, 8435, 8436, 8437, 8442, 8443, 8472              |
| 26 | Szent Borbála út                 | 5  | 1, 1G, 4, 5, 5P, 6, 10, 11, 16, 51, 51B, 59B 822, 824, 8406, 8410, 8423, 8432, 8435, 8436, 8437, 8443, 8460, 8472 |
| 28 | Sportpálya                       | 3  | 1, 1G, 4, 5, 5P, 6, 10, 11, 16, 51, 51B, 59B 822, 824, 8406, 8410, 8423, 8432, 8435, 8436, 8437, 8443, 8460, 8472 |
| 29 | Gőzfürdő                         | 2  | 1, 1G, 3, 3A, 3G, 3L, 4, 6, 8, 8L, 8S, 11, 16, 18, 38, 38G, 51, 51B, 53B 8435, 8436                               |
| 30 | Újtemető                         | 1  | 1, 1G, 3, 3A, 3G, 3L, 4, 6, 8, 8L, 8S, 11, 16, 18, 38, 38G, 51, 51B, 53B                                          |
| 31 | Bányász körtér végállomás        | 0  | 1, 3, 3A, 3G, 3L, 4, 6, 8, 8L, 8S, 11, 16, 18, 36, 38, 38G, 51, 51B, 53B 8432, 8435, 8436                         |